# Kenyapithecus
Kenyapithecus is een geslacht van uitgestorven primaten, dat in het Midden-Mioceen in Oost-Afrika voorkwam. In Kenia zijn fossielen gevonden aan de rand van de Great Rift Valley, teruggewonnen uit aardlagen, die 15,5 tot 14 miljoen jaar oud zijn. Kenyapithecus is een neologisme. De naam van het geslacht is afgeleid van de plaats van ontdekking in Kenia (Engels: Kenya) en van het Griekse woord πίθηκος (Oudgrieks uitgesproken píthēkos: 'aap'). Kenyapithecus betekent dus 'Kenia aap'.

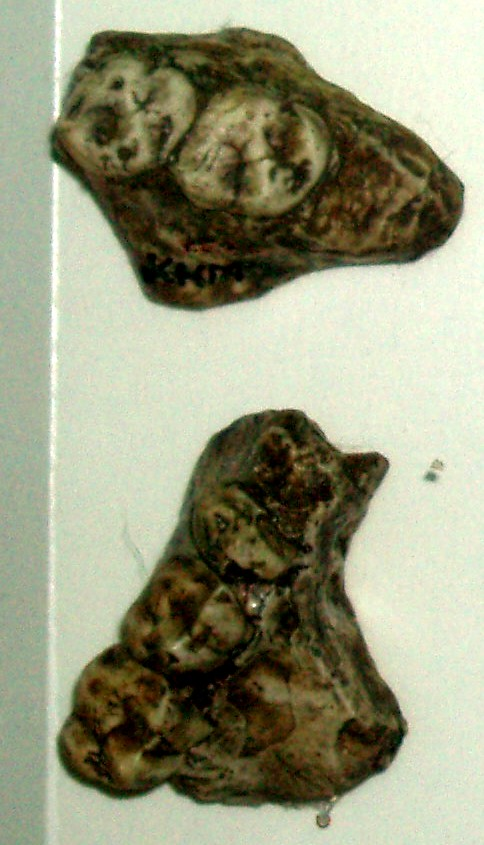
Afgietsels van tanden van Kenyapithecus wickeri

## Vondsten

### Kenyapithecus wickeri
In 1959 wees de boer Fred Wicker Louis Leakey op een vindplaats van fossielen. In april 1961 begonnen de opgravingen. Daarbij werden twee bovenkaaksbeenderen gevonden en tanden van de onderkaak.

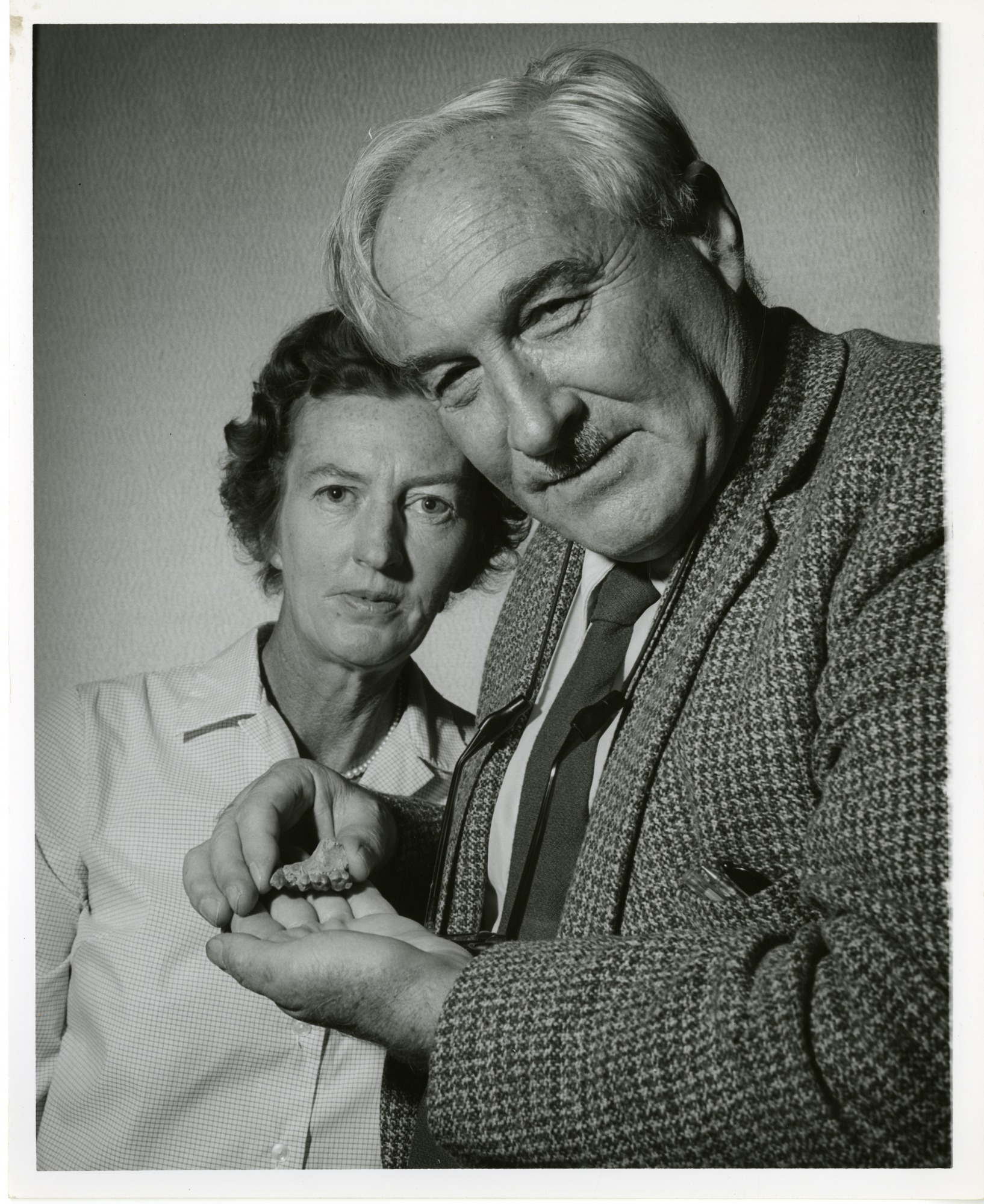
Het echtpaar Leakey in 1962

Het geslacht Kenyapithecus werd in 1961 door Louis Leakey benoemd met als typesoort Kenyapithecus wickeri. De soortaanduiding eert Wicker. Het holotype is KNM-FT 46a, een linkerbovenkaaksbeen. Drie andere fossielen werden door Leakey toegewezen. De vier specimina werden door hem als afkomstig van een enkel individu beschouwd en het geheel als een holotype gezien. Latere literatuur verwijst echter consequent naar KNM-FT 46a als het holotype dat dan desnoods als een lectotype kan worden beschouwd. Onder de drie aanvullende fossielen bevindt zich KNM-FT 47, een rechterbovenkaaksbeen. Verder is er KNM FT 3637, een bovenste tweede rechtervoortand. Het laatste is KNM FT 48, een onderste eerste rechterkies. Een apart geval is KNM FT 46b, een bovenste linkerhoektand die voor een tijdje in de lege tandkas van het holotype was gelijmd. Wellicht behoort het aan een vrouwelijk exemplaar.
In de jaren daarna werden door Leakey nog wat fossielen toegewezen, maar de juistheid daarvan werd onmiddellijk betwist. Een daarvan is KNM-FT 49, een bovenste eerste linkervoortand. In 1969 werd dit als te groot beschouwd maar dat kwam voort uit de neiging het gebit van Kenyapithecus als klein en mensachtig te zien. KNM FT 8 is een niet uitgekomen bovenste linkerhoektand, beschreven in 1978. KNM FT 39 is een grote bovenste rechterhoektand. Deze werd in 1976 aan Proconsul nyanzae toegewezen, opnieuw vanuit het vooroordeel dat Kenyapithecus geen grote hoektanden zou hebben bezeten. KNM FT 45 is een linkeronderkaak die in 1968 door Leakey aan Dryopithecus werd toegewezen. De kaak werd door Andrew in 1971 aan een Ramapithecus wickeri toegewezen. Ralph von Koenigswald begreep in 1972 dat het van een lid van de Pongidae was, wat uiteindelijk bijdroeg aan het besef dat Kenyapithecus zelf bij die groep hoorde. KNM FT 7 is een rechteronderkaak, beschreven in 1973. KNM FT 3636 is een onderste linkerhoektand, in 1971 aan de soort toegewezen. KNM FT 28 is een onderste rechterhoektand, oorspronkelijk in 1976 toegewezen aan Proconsul. Hetzelfde overkwam de onderste derde premolaar KNM FT 35. KNM FT 34 is een onderste derde linkerkies. KNM FT 40 is een onderste derde rechterkies in een stuk kaak.
Leakey was ervan overtuigd dat Kenyapithecus een directe voorloper van de mens was. Daarnaast nam hij een nauwe verwantschap aan met Ramapithecus uit India. Fossielen die niet in dit beeld pasten, bijvoorbeeld omdat de hoektanden te groot waren, werden door hem toegewezen aan Proconsul. Al in 1967, na het vinden van verdere skeletfragmenten, publiceerde Louis Leakey een herziene beschrijving ('herziene diagnose') van het geslacht Kenyapithecus, waarin, naast verschillende kenmerken van het gebit, de slechts licht uitstekende snuit werd genoemd, evenals een anatomische nabijheid tot Ramapithecus. Sommige onderzoekers voegden de soort zelfs bij dit laatste geslacht, als een Ramapithecus wickeri. In 1985 begreep Martin Pickford dat dit tot een heilloze verwarring had geleid. Hij wees dit materiaal alsnog aan Kenyapithecus toe, daarmee meteen aantonend dat Ramapithecus zelf ook geen mensachtige was. Onderkaak KNM FT 3318, die gebruikt was om de kaakvorm van Kenyapithecus te beschrijven, werd door hem juist uit het materiaal verwijderd en aan Proconsul toegewezen. Het was per ongeluk als afkomstig uit Ternan gelabeld. In 2008 was het gehele gebit bekend, behalve de onderste voortanden.
Er zijn slechts weinig postcrania bekend. Wel is er in 1994 een stuk onderste opperarmbeen toegewezen, specimen KNM-FT 2751. De ongeveer 14 miljoen jaar oude fossielen van Kenyapithecus wickeri komen uitsluitend van een vindplaats in de buurt van Fort Ternan in het westen van Kenia.

### Andere soorten
In 1948 was bij Rusinga het bovenkaaksbeen BMNH M16649 ontdekt. In 1950 werd dat door Wilfrid Le Gros Clark en Louis Leakey benoemd als een nieuwe soort van Sivapithecus: Sivapithecus africanus. In 1967 hernoemde Leakey dit tot een tweede soort van Kenyapithecus: Kenyapithecus africanus. Daaraan werden ook fossielen toegevoegd, die eerder aan Proconsul nyanzae waren toegewezen. Al in 1969 werden die weer door David Pilbeam uit het materiaal, het hypodigma, verwijderd. De vondsten van Kenyapithecus africanus, die dateren van 15,5 tot 14 miljoen jaar oud, komen uit het gebied Tugen Hills en uit Nachola in het district Samburu.
Gezien het beperkte verband tussen de twee soorten, was het van het begin af aan controversieel om ze toe te wijzen aan een gemeenschappelijk geslacht, mede vanwege het kleine aantal ontdekte botten. Na het vinden van een gedeeltelijk skelet in de Tugen-heuvels, dat veel extra informatie bood, werden de fossielen van Kenyapithecus africanus in 1999 uit het geslacht Kenyapithecus gehaald en samen met andere vondsten als Equatorius africanus toegewezen aan het nieuw benoemde geslacht Equatorius. Deze hergroepering werd echter enkele maanden later bekritiseerd. Toch werd zij daarna gemeenlijk aanvaard, omdat Griphopithecus min of meer in bouw tussen beide genera staat en die dan ook in het geslacht zou moeten vallen; het is minder verwarrend de drie geslachtsnamen te gebruiken.
De fossielen van Kenyapithecus wickeri van een vindplaats in Turkije, die in 2008 zijn benoemd als Kenyapithecus kizili, zijn niet algemeen erkend als behorend tot het geslacht. De soort is gebaseerd op een aantal losse tanden die al in 1977 gedeeltelijk aan K. wickeri waren toegewezen. Het holotype is L1620, een linkerbovenkaaksbeen.

## Beschrijving

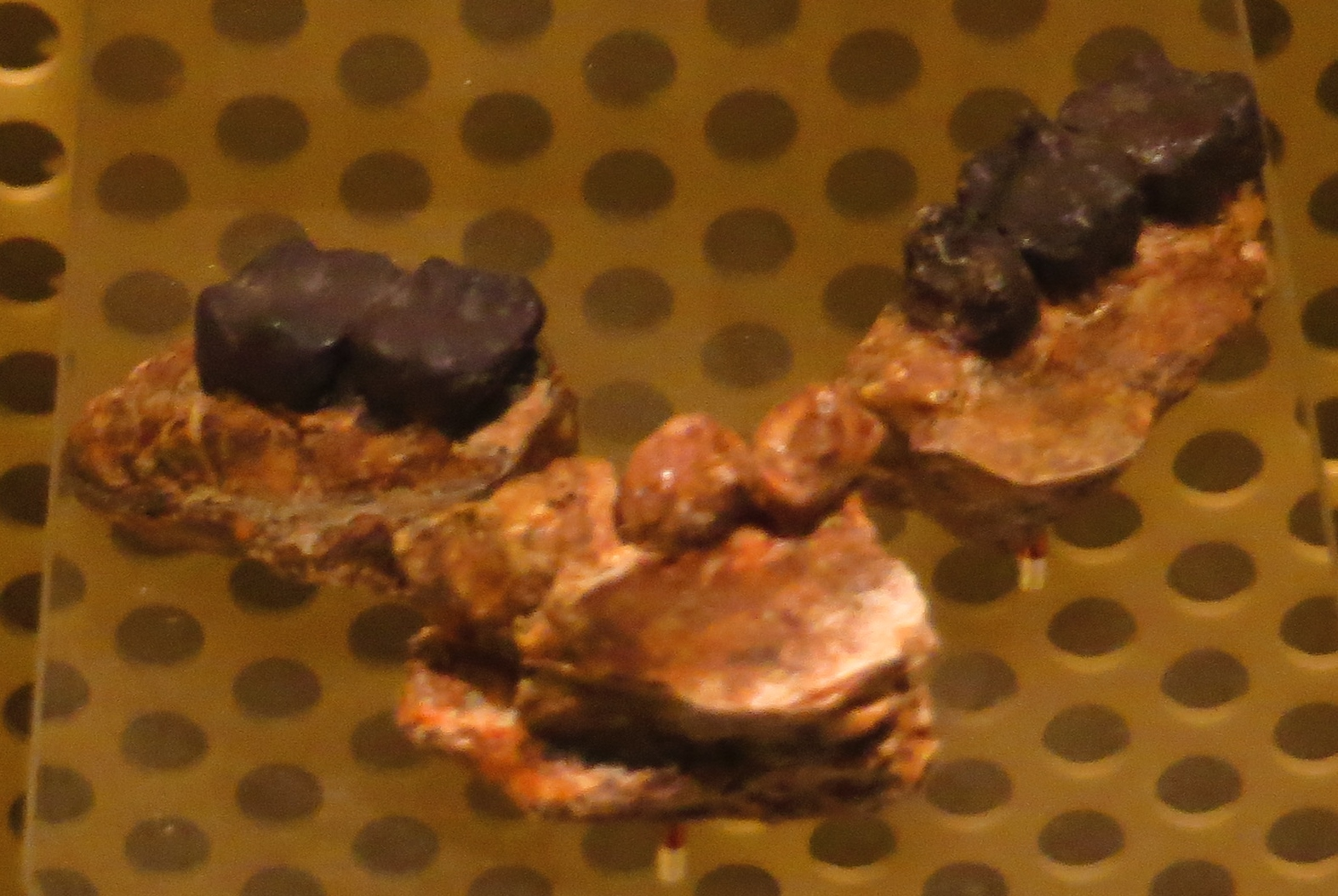
Een afgietsel van een toegewezen onderkaak

### Grootte
Kenyapithecus is een relatief grote basale mensaap. De seksuele dimorfie is aanzienlijk. Wellicht waren de mannen tweemaal zwaarder dan de vrouwen. Sommige individuen hebben grote bovenste hoektanden. Die tonen een duidelijk Canine Honing Complex, het aanscherpen van de tandkronen.

### Onderscheidende kenmerken
In 2008 werden onderscheidende kenmerken aangegeven van het geslacht als zodanig. De centrale voortanden hebben geen knobbeltje of verticale richel aan de tongzijde, terwijl de zijranden aan de tongzijde extreem ontwikkeld zijn. Bij de bovenste premolaren zijn de protocoon en de paracoon even groot en verbonden door een doorlopende verheven kam aan de mesiale zijde. De bovenste kiezen hebben lage afgeronde kronen met dik glazuur met een laag dentinerelief en slechts sporen van een cingulum. De onderste hoektanden zijn slank met een lage kroon, vergeleken met de hoogte van de tandhals. De luchtholte in het bovenkaaksbeen is hoog maar beperkt van omvang. De basis van het jukbeen staat hoog. De kam tussen jukbeen en de wal van de tandkassen draait hoger dan bij Equatorius zijwaarts boven de bovenrand van die wal. De onderste derde premolaren hebben een opstaand doorlopend cingulum aan de tongzijde. De bovenste kiezen hebben een minder uitgebreid cingulum bij de protocoon. Vergeleken met Equatorius hellen de wortels van de bovenste hoektanden minder naar achteren.

#### Kenyapithecus kizili
In 2008 werden ook kenmerken aangegeven waarin  Kenyapithecus kizili zich zou onderscheiden van Kenyapithecus wickeri. De eerste bovenste voortand is hoger in verhouding tot de breedte in de richting van de tandenrij gemeten, waarbij de randen aan de tongzijde elkaar aan de tandhals ontmoeten in een scherpe V. De tweede bovenste voortand is veel smaller dan de eerste, met symmetrische snijranden. De bovenste hoektand heeft bij mannen een duidelijk cingulum aan de lipzijde. De onderste hoektand heeft een sterk uitstekend cingulum aan de tongzijde en bij mannen een dubbele verticale groeve aan de mesiale rand van de tongzijde. Bij de bovenste derde en vierde premolaar zijn de protocoon en paracoon aan de mesiale zijde verbonden door een verheven kam die de mesiale uitholling scheidt van de rest van het kauwvlak. De onderste derde premolaar heeft een ondiepe beperkte uitholling tussen de distale richel en de richel aan de distale hoek aan de tongzijde.
Er zijn twee mogelijke verschillen die niet controleerbaar zijn wegens gebrek aan materiaal van K. wickeri. De onderste voortanden hebben opstaande snijranden die beperkt zijn tot de onderste helft en elkaar ontmoeten in een scherpe V. Bij mannen is de wortel van de onderste hoektand erg lang ten opzichte van de tandhals.

### Skelet
De snuit stak wellicht niet sterk uit. De snijtanden zijn symmetrisch met ruwe rimpels aan de tongzijde. De eerste bovenste snijtand heeft geen versterkende verticale centrale richel. De tandkas van de hoektand staat vrijwel verticaal. De premolaren zijn relatief groot en missen cingula. Hun grensvlak tussen glazuur en dentine heeft slechts een laag reliëf. De bovenste derde premolaar heeft slechts één in plaats van twee wortels aan de lipzijde. Bij de bovenste vierde premolaar zijn de diagonale kammen tussen de knobbels zwak ontwikkeld. De kiezen hebben vier hoofdknobbels en minimale rimpels op het kauwvlak. De tweede kies is langer en breder dan de eerste kies. De derde kies is groot. De tanden hebben dik tandglazuur. De onderste hoektanden zijn relatief lang en hebben nauwelijks rimpels. Bij de bovenste kiezen is het cingulum aan de zijde van de protocoon volledig afwezig. De onderste kiezen hebben slechts een gering ontwikkeld cingulum, verdikking aan de basis en dit is volledig afwezig aan de lipzijde. Bij de onderste kiezen zijn geen extra knobbeltjes aangetroffen. Op het kauwvlak van de onderste eerste en tweede kies is de uitholling aan de mesiale zijde, het trigonide, ingesnoerd.
De luchtholte in het bovenkaaksbeen is hoog boven de wortels van de kiezen. De tandkas van de hoektand staat relatief ver van de luchtholte. De tandkassen van de hoektanden vormen diepe verticale groeven. De voorste basis van het jukbeen is kort en verticaal in plaats van lang en hellend. Het jukbeen is hoog en sterk naar buiten uitdijend. Het bovenkaaksbeen heeft een dunne interne vleugel als bijdrage aan het verhemelte. Het verhemelte lijkt gewelfd te zijn geweest. Het is dik en matig hoog.
De symfyse van de onderkaken helt sterk naar voren, versterkt door een krachtige beenring, de torus transversus inferior die sterk naar achteren uitsteekt. De achterwand van de symfyse helt maar onder een geleidelijke hoek met de wal van de tandkassen.
Bij het opperarmbeen zijn de trochlea en zona coniodea ondieper dan bij moderne Homininae. De binnenste onderste gewrichtsknobbel is kort en sterk naar achteren gericht. De buitenste knobbel is van voor naar achter breed. De fossa coronoidea is groter dan de fossa radialis. Het buitenste gewrichtsvlak voor het contact met de processus olecrani van de ellepijp steekt naar achter als goed ontwikkelde richel.

## Fylogenie
Tot in de jaren tachtig werd Kenyapithecus als een lid van Ramapithecinae gezien die zelf dan weer Hominidae zouden zijn, in de beperkte zin die tegenwoordig als Homininae wordt aangeduid. Pickford begreep in 1985 dat het een lid van de Ponginae was, dus een verwant van de huidige orang-oetans. Sommige analyses geven echter een meer basale positie, onder in de Hominidae in de ruime zin.

## Levenswijze
Kenyapithecus leefde op een vrij nat en dicht bebost hoogland. Als pongine kon hij vermoedelijk goed klimmen. Er zijn echter ook aanwijzingen dat graslanden in de habitat aanwezig waren. De vorm van het opperarmbeen, met een naar achteren gerichte binnenste onderste gewrichtsknobbel, wijst op een goed vermogen met vier poten op de grond te lopen. Het dikke glazuur van de kiezen kan gebruikt zijn om harde grassen te verwerken.
Leakey ondersteunde in 1968 zijn stelling dat Kenyapithecus een voorloper van de mens was met de interpretatie van gebroken botten als bewerkt door stenen werktuigen. Scheenbeenderen en schedels van antilopen zouden gekraakt zijn om het merg en de hersenen op te eten. Hij meende zelfs bij Fort Ternan een stuk lava ontdekt te hebben dat als hamer zou zijn versleten en bij de botten aanwezig was. Kenyapithecus zou dus de oudste bekende gebruiker en maker van werktuigen zijn, zevenmaal ouder dan de toenmalige recordhouder, Homo habilis. Hij zou dus minstens ook een aaseter zijn geweest en misschien zelfs een jager, het begin van een verhoogd agressieniveau dat mensachtigen zou kenmerken. Deze claim trok eerst weinig aandacht. Leakey had een lange geschiedenis van wilde ideeën waar hij achteraf weer van terugkwam. In de loop van de jaren zeventig echter werd het duidelijk dat moderne mensapen tot spontaan werktuiggebruik in staat waren. De literatuur begon nu naar Kenyapithecus te verwijzen als bewijs voor de hypothese dat zulk gedrag wellicht oorspronkelijk was voor de mensapen als geheel. De moderne chimpansee zou zelfs vijftien miljoen jaar bij Kenyapithecus in techniek achterlopen.
Toen Pickford had geconcludeerd dat Kenyapithecus een verwant van orang-oetans was en vermoedelijk helemaal geen vleeseter, besloot hij de hypothese van het werktuiggebruik in de kiem te smoren voordat zij een eigen leven zou kunnen gaan leiden. Hij had de desbetreffende fossielen alle zelf bestudeerd en kon melden dat het merg van de scheenbeenderen kennelijk nooit gegeten was, want de botten waren niet opengemaakt. De beschadigingen konden alle eenvoudig verklaard worden door trampling, het vertrapt worden van beenderen doordat andere dieren er overheen liepen. Er zou geen bewijs zijn dat het stuk lava bij enige botten lag en normale verwering zou door Leakey voor slijtage bij het gebruik zijn aangezien.